# Kanaal Bocholt-Herentals
Kanaal Bocholt-Herentals – kanał w Belgii, w prowincjach Antwerpia i Limburgia. Jego długość wynosi 57 km. Został wybudowany w latach 1843–1846. Swój bieg rozpoczyna w Herentals, gdzie odgałęzia się od Kanału Alberta i płynie na wschód do Bocholt, kończąc swój bieg na kanale Zuid-Willemsvaart. Na wschód od Dessel kanał tworzy skrzyżowanie dróg wodnych wraz z kanałami Dessel-Kwaadmechelen i Dessel-Turnhout-Schoten, nieco dalej na wschód kanał łączy się również z Kanaal naar Beverlo.